# 坎布伊
坎布伊是巴西米纳斯吉拉斯州的一个市镇。总面积242.859平方公里，总人口25010人，人口密度103人/平方公里。